# أفلا ندرا (أفلاندرا)
أفلا ندرا هي إحدى مشيخات المملكة المغربية، تتبع جغرافيا لإقليم زاكورة وإداريًا لأفلاندرا. يقدر عدد سكانها بـ 7161 نسمة حسب الإحصاء الرسمي للسكان والسكنى لسنة 2004.